# Jader Volnei Spindler
Jader Volnei Spindler (18 de enero de 1982) es un exfutbolista brasileño que se desempeñaba como delantero.

## Trayectoria

### Clubes
| Club                 | País                   | Año         |
| -------------------- | ---------------------- | ----------- |
| Defensor Sporting    | Uruguay                | 1998        |
| Guarani              | Brasil                 | 1998 - 1999 |
| Grêmio               | Brasil                 | 2000 - 2001 |
| Omiya Ardija         | Japón                  | 2001        |
| Vejle Boldklub       | Dinamarca              | 2002        |
| Botafogo             | Brasil                 | 2002        |
| Montevideo Wanderers | Uruguay                | 2003        |
| Omiya Ardija         | Japón                  | 2003 - 2004 |
| Ventforet Kofu       | Japón                  | 2005 - 2006 |
| Gamba Osaka          | Japón                  | 2007 - 2008 |
| Shabab Al-Ahli Dubai | Emiratos Árabes Unidos | 2008 - 2010 |
| Al-Jazira            | Emiratos Árabes Unidos | 2010 - 2012 |
| Al-Arabi             | Japón                  | 2012        |
| Shimizu S-Pulse      | Japón                  | 2013        |
| Tianjin Teda         | China                  | 2013 - 2014 |
| Ventforet Kofu       | Japón                  | 2015        |
| Glória               | Japón                  | 2016        |

## Estadística de carrera

### J. League
| Club            | Año   | J. League | J. League | Copa J. League | Copa J. League | Total | Total |
| Club            | Año   | Part.     | Goles     | Part.          | Goles          | Part. | Goles |
| --------------- | ----- | --------- | --------- | -------------- | -------------- | ----- | ----- |
| Omiya Ardija    | 2001  | 30        | 13        | 0              | 0              | 30    | 13    |
| Omiya Ardija    | 2003  | 43        | 22        | -              | -              | 43    | 22    |
| Omiya Ardija    | 2004  | 41        | 15        | -              | -              | 41    | 15    |
| Ventforet Kofu  | 2005  | 38        | 21        | -              | -              | 38    | 21    |
| Ventforet Kofu  | 2006  | 30        | 14        | 5              | 1              | 35    | 15    |
| Gamba Osaka     | 2007  | 31        | 20        | 7              | 5              | 38    | 25    |
| Gamba Osaka     | 2008  | 18        | 10        | 1              | 0              | 19    | 10    |
| Shimizu S-Pulse | 2013  | 16        | 4         | 6              | 2              | 22    | 6     |
| Ventforet Kofu  | 2015  | 22        | 8         | 0              | 0              | 22    | 8     |
| Total           | Total | 269       | 127       | 19             | 8              | 288   | 135   |